# Piotr Otsoup
Piotr Adolfovitch Otsoup (en russe : Пётр Адольфович Оцуп), né le 9 juillet 1883 (21 juillet dans le calendrier grégorien) à Saint-Pétersbourg et mort le 23 janvier 1963 à Moscou, est un photographe et photo-reporter d'abord sujet de l'Empire russe, puis citoyen soviétique qui photographia nombre d'événements historiques au cours de la guerre russo-japonaise, de la Première Guerre mondiale, de la révolution russe, de la guerre civile qui s'ensuit, etc. À sa mort, il laisse plus de quarante mille clichés.

## Biographie
Il naît à Saint-Pétersbourg dans la famille d'un commerçant juif, Avdeï Mordoukhovitch Otsoup et de son épouse, née Rachel Solomonovna Sandler. Le jeune Piotr commence la photographie au studio où il a été apprenti. Il est engagé en 1900 comme photoreporter au fameux journal illustré, Ogoniok. Il part faire des reportages (comme Tabourine) sur le front de la guerre russo-japonaise. De plus, il est fameux pour ses portraits de Tolstoï, Rachmaninov, Chaliapine, et d'autres grandes figures de la culture russe.
Plus tard, il photographie des révolutionnaires bolchéviques pour la révolution desquels il prend parti, ainsi que de grands caciques du parti communiste. Otsoup est un des grands photographes du régime. Ses photographies de Lénine (1918-1922), de Staline, de Boudionny, de Frounzé, de Vorochilov, de Kalinine et plus tard de Khrouchtchev font date en URSS. Il laisse aussi parmi tant d'autres des portraits de Sverdlov, de Kirov, de Molotov ou de Kouïbychev.
C'est le seul photoreporter qui photographia le Second congrès des soviets. Il photographie les épisodes de la guerre civile russe entre 1918 et 1921, du côté des bolchéviques, dont il soutient la révolution. Il est d'ailleurs photographe officiel du Kremlin de 1918 à 1935. De 1919 à 1925. Il dirige le studio de photographie du V. Ts. S. P. S. (conseil central des syndicats professionnels d'URSS) de 1925 à 1935.
En 1962, il reçoit la distinction la plus élevée d'Union soviétique, l'ordre de Lénine. Il meurt quelques mois plus tard à Moscou.

## Source
- (ru) Cet article est partiellement ou en totalité issu de l’article de Wikipédia en russe intitulé « Оцуп, Пётр Адольфович » (voir la liste des auteurs).